# Cao Nhất Công
Cao Nhất Công (chữ Hán: 高一功, ? – 1650 hoặc 1651), người Mễ Chi, Thiểm Tây, tướng lĩnh nghĩa quân Đại Thuận, về sau liên kết chính quyền Nam Minh kiên trì kháng Thanh, được Long Vũ đế ban tên là Cao Tất Chính (高必正).

## Cuộc đời và sự nghiệp
Nhất Công là em vợ của Lý Tự Thành. Vào lúc Tự Thành thua chạy khỏi Bắc Kinh, ông trấn thủ Du Lâm, ngăn trở cánh quân Thanh của A Tế Cách nam tiến. Sau khi Tự Thành mất (1644), Nhất Công cùng Lý Quá đưa nghĩa quân chạy về miền nam. Các cánh nghĩa quân Đại Thuận đề cử Nhất Công làm thủ lĩnh.
Tháng 7 năm sau (1645), bọn họ thỏa hiệp với bọn tuần phủ Hà Đằng Giao, thượng thư Đổ Dận Tích, chấp nhận quy thuận chính quyền Nam Minh cùng kháng Thanh, chịu sự quản hạt của Đổ Dận Tích; ông được Long Vũ đế ban tên Tất Chính, nhận chức Tổng binh; còn lực lượng Đại Thuận gọi là Trung Trinh Doanh. Mùa đông cùng năm, Đổ Dận Tích đưa Trung Trinh Doanh đến Kinh Châu, trong lúc đó quân Thanh tập kích căn cứ Công An, bọn Tất Chính hoang mang chạy đi Xuyên Đông.
Mùa hạ năm Vĩnh Lịch thứ 4 (1648), Đổ Dận Tích mệnh Trung Trinh Doanh đánh Thường Đức, bức Mã Tiến Trung lui chạy (Tiến Trung là tướng Nam Minh, nhưng cùng Dận Tích có hiềm khích). Tiếp đó tấn công Trường Sa, không hạ được, lui về Tương Đàm.
Mùa xuân năm sau (1649), Trung Trinh Doanh phụng mệnh đi cứu Kim Thanh Hoàn ở Nam Xương, đến giao giới Trà Lăng, Hành Sơn, lần lữa không tiến. Trong lúc này, Hà Đằng Giao bị quân Thanh bắt ở Tương Đàm, bọn Tất Chính rút về phía đông Hành Châu. Quân Thanh đuổi đến, bọn họ lại chạy đi huyện Hạ, rồi đi Ngô Châu. Vĩnh Lịch đế hoảng sợ, phái đại thần khuyên dụ, Tất Chính xin đóng đồn ở Tầm Châu (nay là Quế Bình) để hưu chỉnh. Trong năm này, Lý Xích Tâm bệnh mất, ông kiêm lãnh quân đội của ông ta.
Chính quyền Vĩnh Lịch nằm dưới sự khống chế Tôn Khả Vọng – tàn dư của nghĩa quân Đại Tây – có mâu thuẫn gay gắt với bọn Tất Chính – tàn dư của nghĩa quân Đại Thuận; lại thêm Vĩnh Lịch đế hôn dung, khiến cho cục diện càng thêm hỗn loạn. Tất Chính phản đối việc phong vương cho Khả Vọng không thành, nên nản lòng xin đi Nam Ninh. Cuối năm, quân Thanh chiếm được Quảng Đông, Trung Trinh Doanh từ Quảng Tây lên bắc.

## Cái chết
Theo Vương Phu Chi – Vĩnh Lịch thực lục quyển 13, Cao - Lý liệt truyện, vào mùa đông năm ấy (1650), trên đường đi Quý Châu, Tất Chính cùng Đảng Thủ Tố, Hạ Cẩm tại Thi Châu (nay là Ân Thi) trúng mai phục của Tôn Khả Vọng, đều tử trận. Tàn dư nghĩa quân do Lý Lai Hanh thống lãnh.
Cố Thành trong Nam Minh sử, chương 21, tiết 4: Cuộc lên bắc đến Quỳ Đông của Trung Trinh Doanh và lực lượng được gọi là giặc Mũ Giạ Trắng dẫn chứng từ các tư liệu địa phương như Vĩnh Thuận phủ chí – cho biết đến năm sau (1651) Tất Chính vẫn còn lãnh đạo nghĩa quân, Bảo Tĩnh huyện chí – cho biết vào khoảng tháng 9 năm Thuận Trị thứ 8 (1651), ông trúng tên độc trong cuộc tập kích của Bành Đỉnh – con trai thổ ti Bành Triệu Trụ - mà chết ở vùng núi Bảo Tĩnh. Ngoài ra còn nhiều tư liệu khẳng định Hạ Cẩm thực chất tử trận ở Tây Ninh vào năm 1644, Đảng Thủ Tố hàng Thanh vào đầu đời Khang Hi. Qua đó, Cố Thành phản bác Vương Phu Chi, nhận định ghi chép trong Bảo Tĩnh huyện chí có nhiều khả năng là thật.